# 宮下亞喜羅
宮下亞喜羅（日语：／ Miyashita Akira，1953年10月8日—），日本漫畫家。男性。A型血。代表作是《魁!! 男塾》。

## 經歷
東京都出生，三鷹市中原成長。小學時期受到橫山光輝《伊賀影丸》的影響而開始畫漫畫。
都立神代高校就讀期間，受到吉米·亨德里克斯的影響沉迷於音樂。畢業後作為樂隊成員在歌舞餐廳進行演奏，但他認為音樂不足以維持生計，因此想起自己小時候的夢想是成為一名漫畫家，並以漫畫家為目標。持續帶到出版社，經過編輯的介紹認識了高橋義弘，成為他的助理。
在第21屆少年Magazine新人漫畫獎（1978年下半）上，以《少年勝負師KEN》獲得佳作，1978年底登載於《少年Magazine 增刊號》（1979年1月25日號）首次亮相。
1979年，在高橋的師父本宮宏志的介紹下，開始在集英社《週刊少年Jump》連載《私立極道高校》。然而，一名來自滋賀縣的助理卻因擅自使用縣內實際存在的學校名稱，遭到滋賀縣教育委員會等人的抗議。宮下被質疑導演行為不當，《私立極道高校》在《週刊少年Jump》1980年11號就此腰斬。此外，在下一部作品《激!! 極虎一家》中，學帽政等主要角色也陸續登場。
1985年開始連載《魁!! 男塾》，成為他在《週刊少年Jump》的代表作。從此一炮而紅，連載了6年，單行本共出版了34冊。
曾經描繪2002年11月發行嘻哈合輯《男塾傳說》的封面（核心人物塾長Seemonator（現SEAMO））與原出處江田島平八肩並肩） 。
2003年6月發行的舞團「PaniCrew」組內的出道專輯封面使用了宮下畫的成員為原型的人物插圖。
2012年1月20日，絕版的《私立極道高校》由集英社以「復活版」的形式，分為上下兩冊出版。

## 人物
- 他一直創作富有同情心蠻殼族強硬派的學生，與宿敵大幹一場的作品。而且他的作品裡面有很多極道。 另一方面，除了非常早期的作品外，還有很多滑稽的描寫，宮下自己也說：「我想畫出強硬派男人的冷酷和愚蠢」[5]。另外，值得注意的是，在他的作品中，引用了「民明書房」等出版社書籍的評論，當時他打電話到書店向出版社求書的次數量迅速增加。此外據宮下的說法，當時也有人抗議編輯部認為「民明書房」的內容有誤。將這些評論集結成書《民明書房大全》（包括創始人，大河內民明丸誕生的故事）出版。後來，宮下本人也承認它是虛構的出版社。
- 父親是警視廳刑警，曾隸屬於搜查一課，這在他創作的冷硬派風格作品的單行本裡提到。
- 吉米·亨德里克斯的粉絲，因此經常出現在作品裡。作品中他喜歡搖滾等現代西方音樂的年輕人處於反派地位，而日本傳統音樂愛好者往往被塑造成主角。
- 從漫畫分鏡（日语：ネーム (漫画)）開始，不畫故事板，他自己說，即興創作更有趣[2][6]。
- 有一段時間擁有一間音樂工作室。目前，音樂工作室已經拆除，改建成家庭劇院，但據說他可以彈奏自己喜歡的吉他，因為這裡原本是音樂工作室，而且隔音效果很好。
- 對父母很疼愛，一提到父母的事情，就容易動情。荻野真在自己的作品《孔雀王》的後記中寫到「我讓宮下老師（當時荻野帶著自己出道前的原稿出席《週刊YOUNG JUMP》的頒獎儀式時，宮下是評選委員之一）見我父母，就讓我通過預賽了」。
- 於擔任高橋義弘（日语：高橋よしひろ）的助理時，幫他畫《白色戰士大和（日语：白い戦士ヤマト）》鬥狗場的觀眾，但都像極道，因此被迫重畫，高橋被編輯告知說「不要再讓宮下畫觀眾了」[7]。
- 2015年，他將愛車法拉利賣出遭到詐騙[8][9]。
- 吉野家的牛肉蓋飯是宮下剛開始時的盛宴，他說：「我夢想著有一天能吃到想吃的東西，所以我盡力了」[10]。

## 作品列表

### 連載
- 私立極道高校（日语：私立極道高校）（《週刊少年Jump》1979年21號—1980年11號）
- 激!! 極虎一家（日语：激!!極虎一家）（《週刊少年Jump》1980年35號—1982年44號）
- 嗚呼!! 毘沙門高校（《週刊少年Jump》1983年4號—25號）
- （《週刊少年Jump》1983年52號—1984年30號）
- 魁!! 男塾（《週刊少年Jump》1985年22號—1991年35號）
- 瑪羅門家族（日语：瑪羅門の家族）（《週刊少年Jump》1992年25號—1993年12號）
- 爆彈男傳說BAKUDAN（日语：BAKUDAN）（《週刊少年Jump》1994年42號—1995年8號）
- 世紀末博狼傳佐賀（日语：世紀末博狼伝サガ）（《Super Jump》1995年10號—1998年18號）
- （《週刊Playboy》1995年—2002年）
- 曉!! 男塾 青年啊，要立死志！（《Super Jump》2001年11號—2010年10號）
- 天下無雙 江田島平八傳（日语：天下無双 江田島平八伝）（《Oh Super Jump（日语：オースーパージャンプ）》2003年—2010年）
- 私立極道高校2011（日语：私立極道高校）（《週刊漫畫可樂（日语：週刊漫画ゴラク）》2011年7月8日號—2012年11月30日號）
- 極!! 男塾（日语：極!!男塾）（《週刊漫畫可樂》2014年4月18日號—2016年11月25日號）
- 真!! 男塾（日语：真!!男塾）（《週刊漫畫可樂》2016年12月9日號—2019年5月10、17日合併號）[11]

### 短篇
- 少年勝負師KEN（《少年Magazine 增刊號》1979年1月25日號）
- 嗚呼 櫻田門（《週刊少年Jump》1980年11號）
- 學帽政 放浪篇（《Fresh Jump（日语：フレッシュジャンプ）》1983年4月號）
- 菊一輪（《週刊少年Jump》1983年37號）
- （《Fresh Jump》1983年9月號）
- （《Super Jump》1988年12月號）
- （《週刊少年Jump》1993年36號）
- EDAJIMA -我是江田島平八-（《Super Jump》1998年22號）—Super Jump特別編輯《天下無雙 江田島平八傳 總集篇》（2004年）修訂版登載
- （《民明書房大全》，2004年）—《Super Jump》2004年23號修訂版登載
- 拳食同源 特級廚房師 王大人（《Oh Super Jump（日语：オースーパージャンプ）》2010年4月號）
- HANZO（《Super Jump》2011年4號）
- 魁!! 俺的青春塾（週刊YOUNG JUMP增刊《Aoharu（日语：アオハル） bitter》，2012年）
- （咚兵衛官方網站，2017年）

### 原案協力
所有都是《魁!! 男塾》的外傳作品。
- 男塾外傳 伊達臣人（作畫：尾松知和、《別冊漫畫可樂》2014年6月號—2015年2月號、《漫畫可樂Special》2015年4月號—2017年8月號，《可樂蛋》2017年8月10日—2021年9月10日，全10冊）
- 男塾外傳 紅!! 女塾（《可樂蛋》2015年1月23日—2017年8月30日，全5冊）—一部以女塾為舞台的姐妹作
- 男塾外傳 大豪院邪鬼（作畫：柳田東一郎，《可樂蛋》2015年5月25日—2019年2月28日，《漫畫可樂Special》2019年6月號—2020年10月15日，全9冊）
- 男塾外傳 赤石剛次（作畫：竹添裕史，《可樂蛋》2016年5月25日—2019年5月30日，全5冊）
- 僕!! 男塾（原作：宮川智（日语：宮川サトシ），作畫：近藤和壽，《可樂蛋》2017年4月10日－2019年3月20日，全2冊）
- 男塾外傳 死天王（作畫：柳田東一郎，《可樂蛋》2019年5月13日—2020年10月30日，全2冊）
- 男塾外傳 J（作畫：近藤和壽，《MANGA TOP》2020年6月18日—，全1冊）

## 相關書籍
- 民明書房大全

## 其它
（PC Engine，TONKINHOUSE）
1989年由TONKINHOUSE發行的PC Engine遊戲軟體。一款關於被宮下的世界吸引的少年和漫畫世界冒險的動作遊戲。宮下負責人物設定和包裝插圖。
桃色幸運草男祭2015 in 太宰府
2016年5月11日發行。2015年舉辦與桃色幸運草Z同名活動的現場演出Blu-ray&DVD。宮下負責包裝插圖。與男塾系列一樣，五名桃色幸運草的成員被描繪成蠻殼族學生。此外，裡面包裝描繪了男塾學生提高嗓門唱歌的場景。

## 相關人物
- 高橋義弘（日语：高橋よしひろ）—師父。
- 本宫宏志—高橋的師父。宮下崇拜的對象之一。
- 今泉伸二（日语：今泉伸二）—宮下的助手。
- 吉村拓也—宮下的助手。
- 猿渡哲也（日语：猿渡哲也）—同僚、友人。跟宮下一樣，其作品涉及許多武術。
- 原哲夫—同僚、友人。

## 腳註

## 外部連結
- 宮下亞喜羅的X（前Twitter） （日語）